# Rangi a Papa

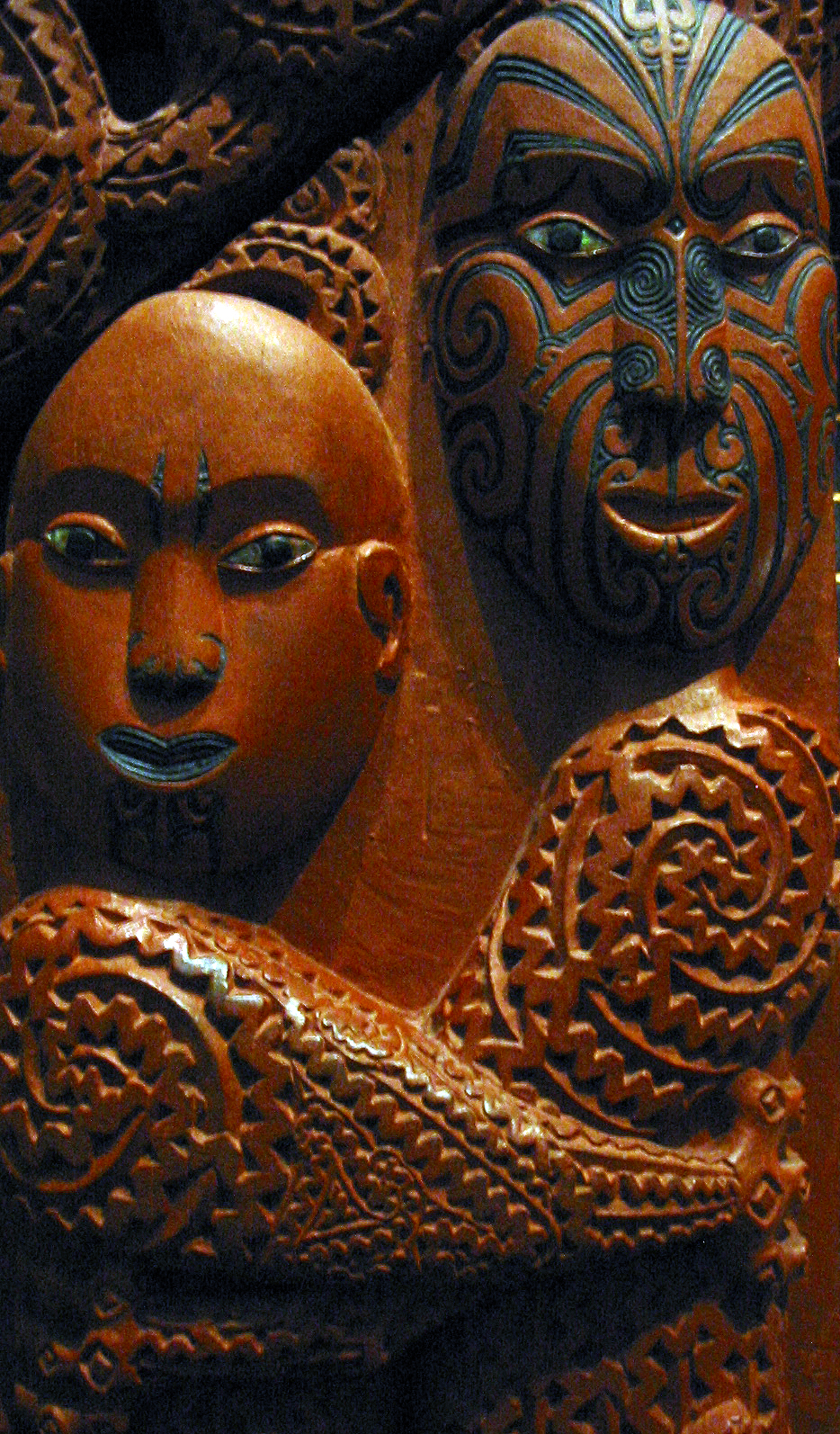
Rangi a Papa se drží v pevném objetí

Rangi (otec) a Papa (matka) byli v mytologii Maorů z Nového Zélandu prvotní božský pár, dvě stvořitelská božstva, která byla zdrojem, z něhož vznikaly všechny věci: vesmír, jiní bohové, lidé, různí tvorové a všechny funkce země. 

## Mýtus
Podle bájí byli Rangi a Papa vytvořeni ze dvou prvotních bytostí – TePa (noc) a TeKore (prázdnota). Před vznikem vesmíru existovala pouze temnota. Od samého začátku Rangi a Papa byli sepjati spolu v těsném objetí a ve tmě. Ve tmavých skulinkách mezi jijich těly se postupem času začali objevovat jejich potomci. Mezi těly obou rodičů bylo velmi málo prostoru a zároveň téměř žádné světlo.Potomci se začali radit, jak by mohli uniknout za hranice této existence.
Nejbouřlivější syn, později bůh války, navrhl, že zabijí své rodiče (Rangi a Papa), ale jeho bratr, bůh lesa Tane viděl zcela jiné řešení. Navrhl, že udělají místo tím, že budou tlačit na těla rodičů a tím je oddělí od sebe. Ostatní sourozenci (bohové) souhlasili s plánem, který vymyslel Tane. Jediný, kdo s ním nesouhlasil, byl bůh větru, který burácel svůj nesouhlas. Jako první se snažil oddělit rodiče Rongo (bůh pěstovaných rostlin), tlačil vší silou, ale pár neoddělil. I bůh moře Tangaora zklamal, stejně jako Haumia (bůh planě rostoucích rostlin a zeleniny), ani bůh války Tu je neoddělil. 
Jako poslední to zkusil bůh lesů Tane. Položil hlavu na svoji matku Papa, nohy zvedl vzhůru a silou tlačil proti otci Rangi. S využitím všech sil se mu podařilo nakonec rodiče oddělit. Rangi a Papa se oddělili a prostor mezi nimi se stal záplavou světla. Božstvo, lidé a další potomci byli konečně osvobozeni.
Otec Rangi, bůh moře Tanora a bůh lesů Tane se začali hádat mezi sebou. Obyvatelé Polynésie se dodnes domnívají, že pozdější konflikty mezi nimi způsobily takové věci, jako je růst plevele v polích, rozdíly mezi lidmi a zvířaty, bouře, které ohrožovaly lodě na mořích a jiné.
Slzy Rangiho, který byl nešťastný z toho, že se jeho synové hádají, padaly na zem z nebe, což způsobilo velké záplavy. Ve stejné době bůh větru ukázal svůj hněv společně se svými bratry tím, že pošle bouře a větry pustošit zemi, čímž způsobí destrukci lesů, moří i polí. Jen bůh války Tu odolal, že jejich boj zaplavil zemi Polynésii ve velký chaos, nepořádek a zmatenost.
Postupem času Rangi a Papa naplnili zemi životem. Čas od času Rangi volá, když je mu velmi smutno po Papa. Jeho slzy padají jako déšť nebo jako kapky ranní rosy.